# Lång-Karlstjärnarna
Lång-Karlstjärnarna är en sjö i Orsa kommun i Dalarna och ingår i Dalälvens huvudavrinningsområde.